# Kalapalo
I Kalapalo sono un gruppo etnico del Brasile che ha una popolazione stimata in 385 individui (2011).

## Lingua
Parlano la lingua Kalapalo, lingua che appartiene alla famiglia linguistica Karib. Sono anche uno dei quattro popoli di lingua Karib nella zona.

## Insediamenti
Vivono nello stato brasiliano del Mato Grosso, nel Parco Indigeno dello Xingu in due villaggi, uno chiamato Aiha (che significa "finito", "pronto"), situato a sud-est del fiume Kuluene, l'altro Tanguro, sulle rive del fiume Kuluene e vicino al confine del Parco.

## Storia
I Kalapalo sono stati la prima tribù indigena dell'area dello Xingu ad essere stata contattata dai fratelli Villas-Bôas (attivisti brasiliani) nel 1945.
Il dialetto dei Kalapalos mostra che essi non hanno sempre vissuto nella zona dello Xingu. I Kalapalo parlano un dialetto di una lingua che appartiene al ramo meridionale della famiglia linguistica Carib e loro parenti più stretti a livello linguistico sono gli Ye'kuana, del sud del Venezuela, e gli Hixkaryana, della zona del fiume Nhamundá e della Guyana. I Kalapalos e queste tribù condividono anche alcune leggende orali che descrivono i loro incontri con l'uomo bianco e riti cristiani. Queste storie suggeriscono che le popolazioni Karib della regione dello Xingu hanno lasciato l'area caraibica dopo essere stati in contatto con gli spagnoli, forse per scappare da loro dopo aver sperimentato un contatto violento nel XVIII secolo.
Prima della creazione del Parco Nazionale dello Xingu, nel 1961, i Kalapalos hanno vissuto alla confluenza dei fiumi Tanguro e Kuluene, che sono affluenti del fiume Xingu. Da allora, il governo brasiliano li ha convinti a stabilirsi nei pressi della stazione di Leonardo, dove hanno potuto usufruire di trattamenti medici. Tuttavia, essi spesso tornano ai loro vecchi villaggi dove possano coltivare manioca e cotone, e dove possono raccogliere frutti di mare e gusci di lumaca per l'artigianato, attività da loro portata avanti a fini di lucro.

## Organizzazione sociale
I Kalapalos hanno un rigoroso codice di deontologia che li distingue dagli altri popoli che abitano lo Xingu superiore. Tutti collettivamente condividono le loro informazioni, soprattutto per quanto riguarda l'attività della pesca. Eventuali dispute pubbliche e risse sono una grave violazione del loro codice di condotta e sono puniti.